# Jasiewo
Jasiewo – wieś w Polsce położona w województwie kujawsko-pomorskim, w powiecie grudziądzkim, w gminie Gruta.

## Podział administracyjny

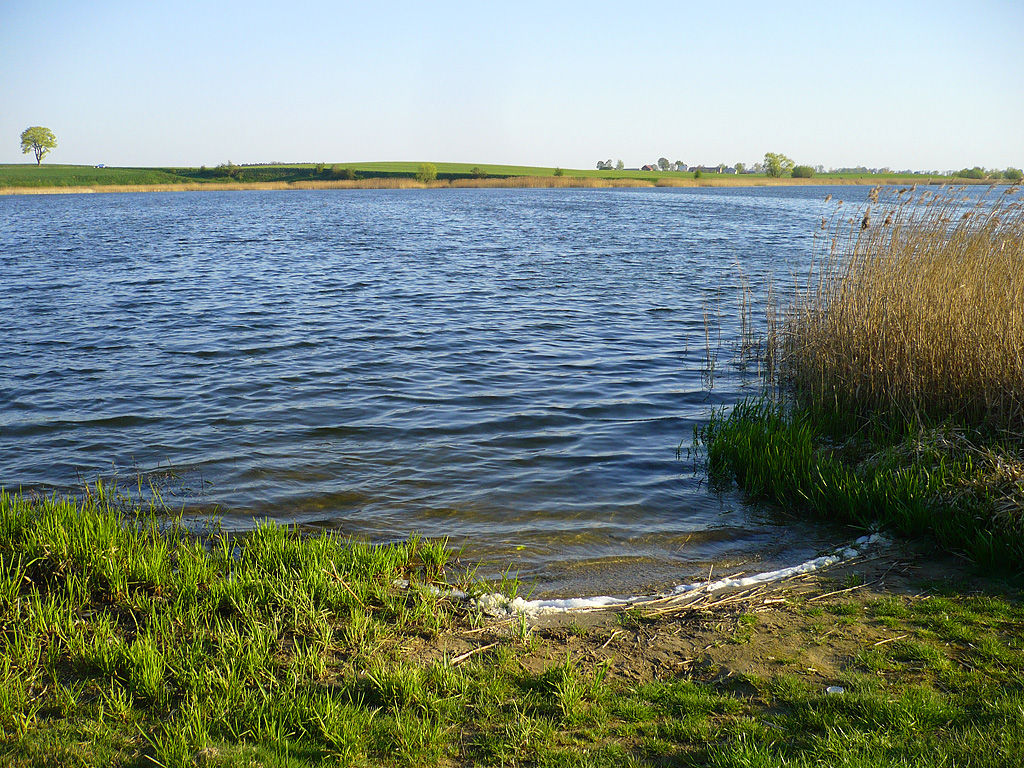
Jezioro Mełno (powierzchnia: 1,6 km²) leżące na południe od Jasiewa

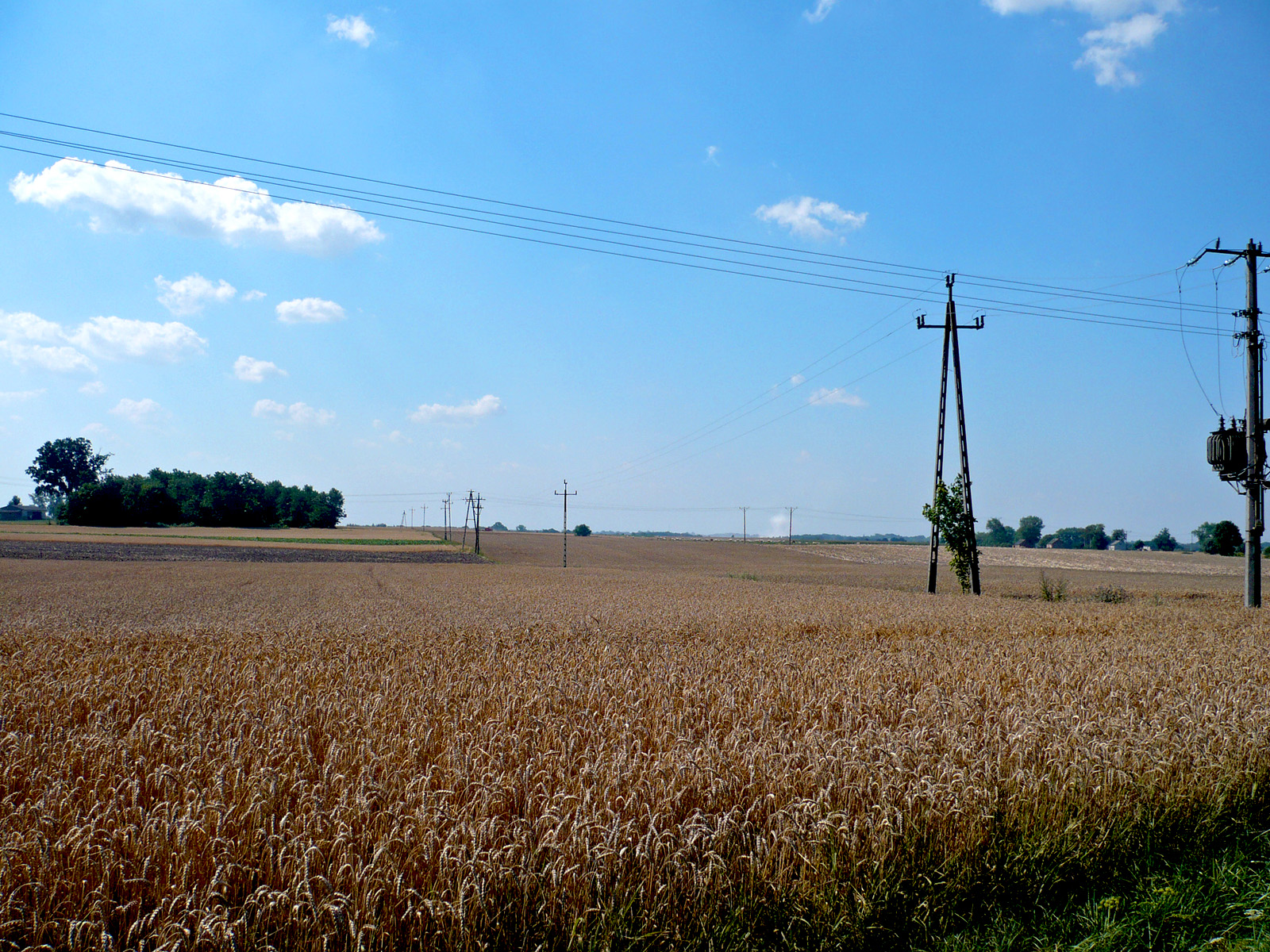
We wsi dominują pola uprawne

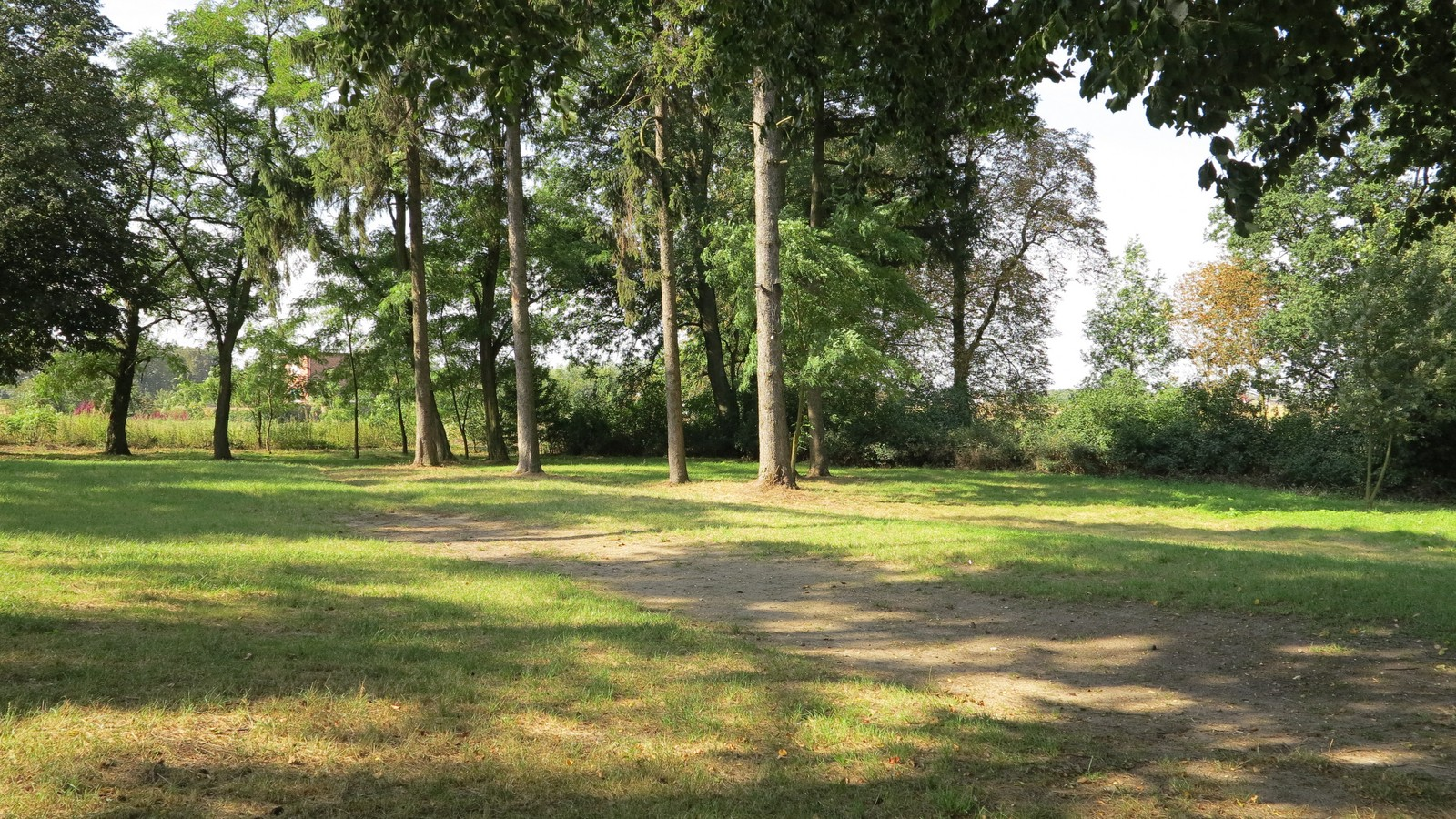
Zabytkowy park dworski

W latach 1975–1998 miejscowość administracyjnie należała do województwa toruńskiego.

## Demografia
Według Narodowego Spisu Powszechnego (III 2011 r.) wieś liczyła 191 mieszkańców. Jest najmniejszą miejscowością gminy Gruta.

## Połączenia komunikacyjne
Przez wieś przechodzi droga wojewódzka nr 538, przy której zlokalizowany jest przystanek autobusowy. Połączenia obsługuje PKS Grudziądz oraz PKS Brodnica. Autobusy kursują kilka razy dziennie do Grudziądza i do Łasina.

## Zabytki
Według rejestru zabytków NID na listę zabytków wpisany jest park dworski, nr rej.: 517 z 16.02.1987.
Zespół dworsko-parkowy położony jest kilkaset metrów od szosy wiodącej z Gruty do Łasina. Piętrowy dwór zbudowano na początku XX w. Jest murowany z cegły, otynkowany, podpiwniczony. Sześcioosiowa fasada ma od wschodu przybudówkę, w której znajduje się wejście do budynku. Dach czterospadowy, od strony parku taras. Od południowego wschodu do dworu prowadzi lipowa aleja dojazdowa.
Park dworski, o powierzchni około 1,7 ha, zatracił swój pierwotny układ. Oś główna parku prowadzi do niewielkiej polany położonej w południowej części założenia parkowego. Polana otoczona jest od wschodu skupiskiem około 80-letnich daglezji, natomiast od zachodu zamyka ją skupisko świerków. Oś główna parku zamknięta jest od północy stawem. Przy zachodnim skraju założenia parkowego częściowo zachowała się aleja wysadzana lipami i kasztanowcami.
Spośród parkowego drzewostanu 3 okazy uznano za pomniki przyrody:
- dąb szypułkowy o obwodzie 360 cm, wysokości 26 m, wieku około 350 lat
- dąb o obwodzie 340 cm, wysokości 21 m, wieku około 250 lat
- lipa o obwodzie 337 cm, wysokości 26 m, wieku około 200 lat.

Okazy uznane za pomniki przyrody stanowią pozostałości naturalnego zadrzewienia występującego na tych terenach przed założeniem parku. Ogółem w parku występuje 14 gatunków drzew i 4 gatunki krzewów.